# Mikroregion Rajhradsko
Mikroregion Rajhradsko je dobrovolný svazek obcí v okresu Brno-venkov, jeho sídlem je Rajhrad a jeho cílem je regionální rozvoj obecně. Sdružuje celkem 5 obcí a byl založen v roce 2003.

## Obce sdružené v mikroregionu
- Rajhrad
- Opatovice
- Popovice
- Rajhradice
- Holasice